# Tossal de la Ponça
El Tossal de la Ponça és una muntanya de 357 metres que es troba al municipi de Corbera d'Ebre, a la comarca de la Terra Alta.